# Lee Dong-jun (Fußballspieler)
Lee Dong-jun (kor. 이동준, * 1. Februar 1997 in Busan), im deutschsprachigen Raum bekannt als Dong-jun Lee, ist ein südkoreanischer Fußballspieler. Nach mehreren Einsätzen in den U20- und U23-Auswahlmannschaften ist Lee seit 2021 A-Nationalspieler Südkoreas.

## Karriere

### Verein
Im März 2017 gab er bei der 0:1-Niederlage gegen Bucheon FC 1995 sein Debüt in der K League 2, der zweithöchsten südkoreanischen Liga. Im Jahr 2019 schaffte er den Durchbruch bei seinem Heimatverein Busan IPark. Er kam in jedem Ligaspiel zum Einsatz, erzielte 13 Tore und gab 7 Vorlagen. Am Ende der Saison wurde er zum MVP gewählt. Busan IPark setzte sich in den Play-offs durch und stieg so in die K League 1 auf.
Im Januar 2021 wechselte Lee zu Ulsan Hyundai, mit denen er Vizemeister wurde. In 31 Einsätzen (16-mal von Beginn) erzielte er 11 Tore. Bei der FIFA-Klub-Weltmeisterschaft 2020 kam er auf zwei Einsätze.
Ende Januar 2022 wechselte Lee in die Bundesliga zu Hertha BSC. Er unterschrieb einen bis zum 30. Juni 2025 laufenden Vertrag. Bis zum Ende der Saison 2021/22 kam er auf 4 Ligaeinsätze. Hertha BSC rettete sich in der Relegation vor dem Abstieg in die 2. Bundesliga. In der Saison 2022/23 kam Lee bis zur Winterpause zu keinem Einsatz.
Daher kehrte Lee zum 1. Januar 2023 in seine Heimat zurück und schloss sich Jeonbuk Hyundai Motors an; gleichzeitig absolviert er seinen Wehrdienst bei den südkoreanischen Streitkräften.

### Nationalmannschaft
Lee nahm zunächst mit der U20-Auswahl an der Asienmeisterschaft 2016 in Bahrain teil und kam dort zu zwei Einsätzen. 2020 gewann er mit der U23-Auswahl die Asienmeisterschaft in Thailand. Während des Turniers kam er zu fünf Einsätzen und erzielte zwei Tore. Durch den Turniersieg qualifizierte sich das Team für die Olympischen Sommerspiele 2021. Dort gehörte er zum Kader für das Fußballturnier. Südkorea schied nach dem Viertelfinale aus, Lee bestritt vier Spiele.
Am 25. März 2021 debütierte er bei einer 0:3-Niederlage gegen Japan für die südkoreanische A-Nationalmannschaft.